# Rue Poussin
Pour les articles homonymes, voir Poussin.
La rue Poussin est une voie du 16e arrondissement de Paris, en France.

## Situation et accès
La rue Poussin est une voie publique située dans le 16e arrondissement de Paris. Elle débute au 17, rue Pierre-Guérin et se termine au 99, boulevard de Montmorency.
Cette voie de Paris est célèbre pour comporter au numéro 12 l'entrée du quartier privé de la villa Montmorency.
Elle est desservie à proximité par les lignes 9 et 10 à la station Michel-Ange - Auteuil.

## Origine du nom

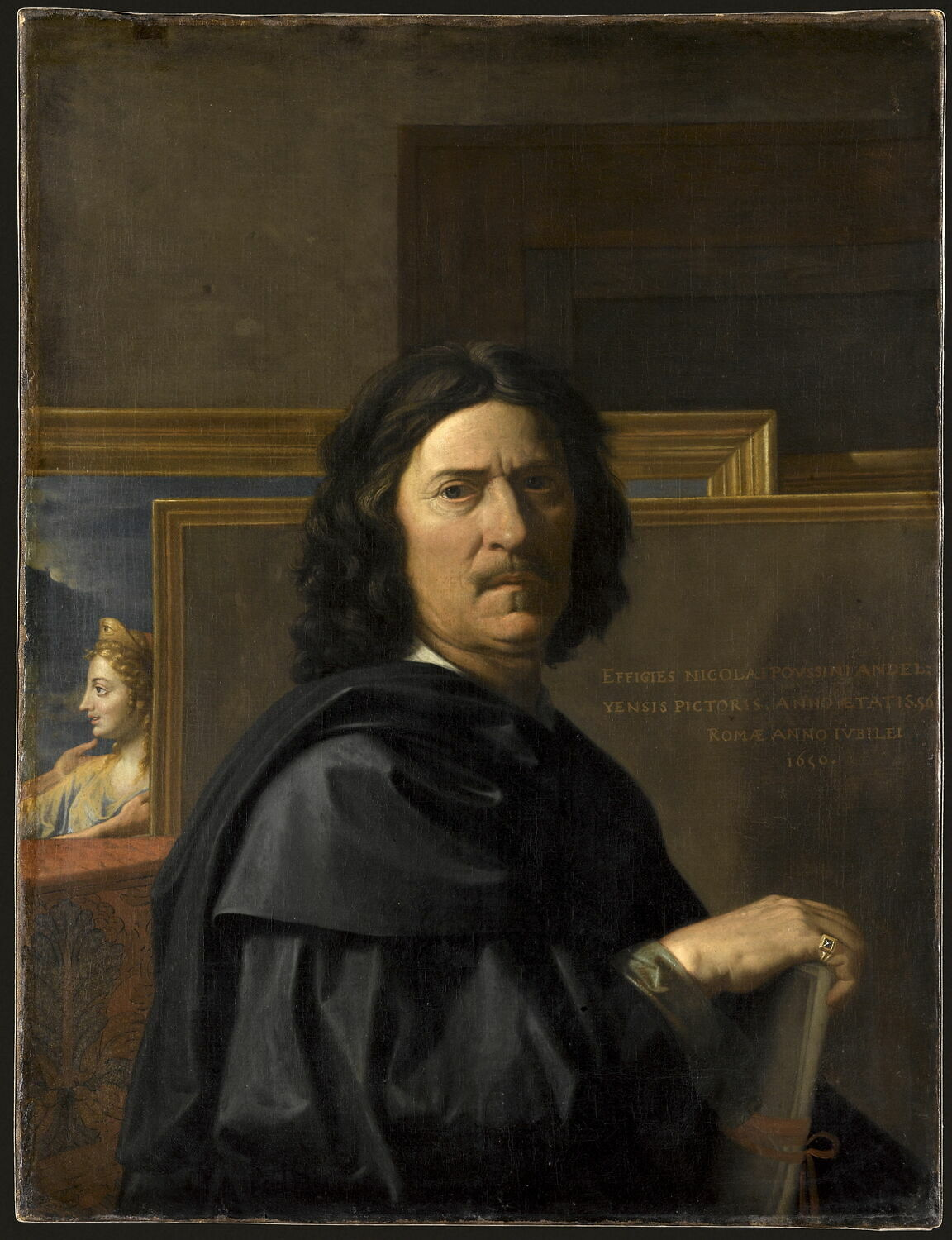
Nicolas Poussin.

Elle doit son nom à Nicolas Poussin (1594-1665), peintre et dessinateur français, et fait partie d'un quartier où de nombreuses rues portent un nom d'artiste.

## Historique
Cette voie située sur l'ancienne commune d'Auteuil s'est nommée « rue Neuve-de-l'Embarcadère » à partir de 1854, en raison du voisinage de l'embarcadère d'Auteuil. En 1852 avait en effet été décidée la création du chemin de fer d'Auteuil, confié à la Compagnie du chemin de fer de Paris à Saint-Germain. Celle-ci acquiert à cette fin la propriété Boufflers. Le quartier est complètement réaménagé avec la création de la gare d'Auteuil et, à proximité, l'ouverture de plusieurs voies, dont l'actuelle rue Poussin,.
Classée dans la voirie parisienne en vertu du décret du 23 mai 1863, elle prend sa dénomination actuelle par un décret du 24 août 1864.

## Bâtiments remarquables et lieux de mémoire
- L'anthropologue Claude Lévi-Strauss a vécu les vingt premières années de sa vie au cinquième étage du 26, rue Poussin[3].
- Le côté pair de la rue Poussin marque la limite de la villa Montmorency.
- No 10 : immeuble à la façade incurvée construit en 1900 par l'architecte Ernest Papinot, signé en façade.
- No 12 : entrée de la villa Montmorency.
- No 33 : ici a vécu le résistant Toussaint Gallet (1905-1970), comme en témoigne une plaque en façade.

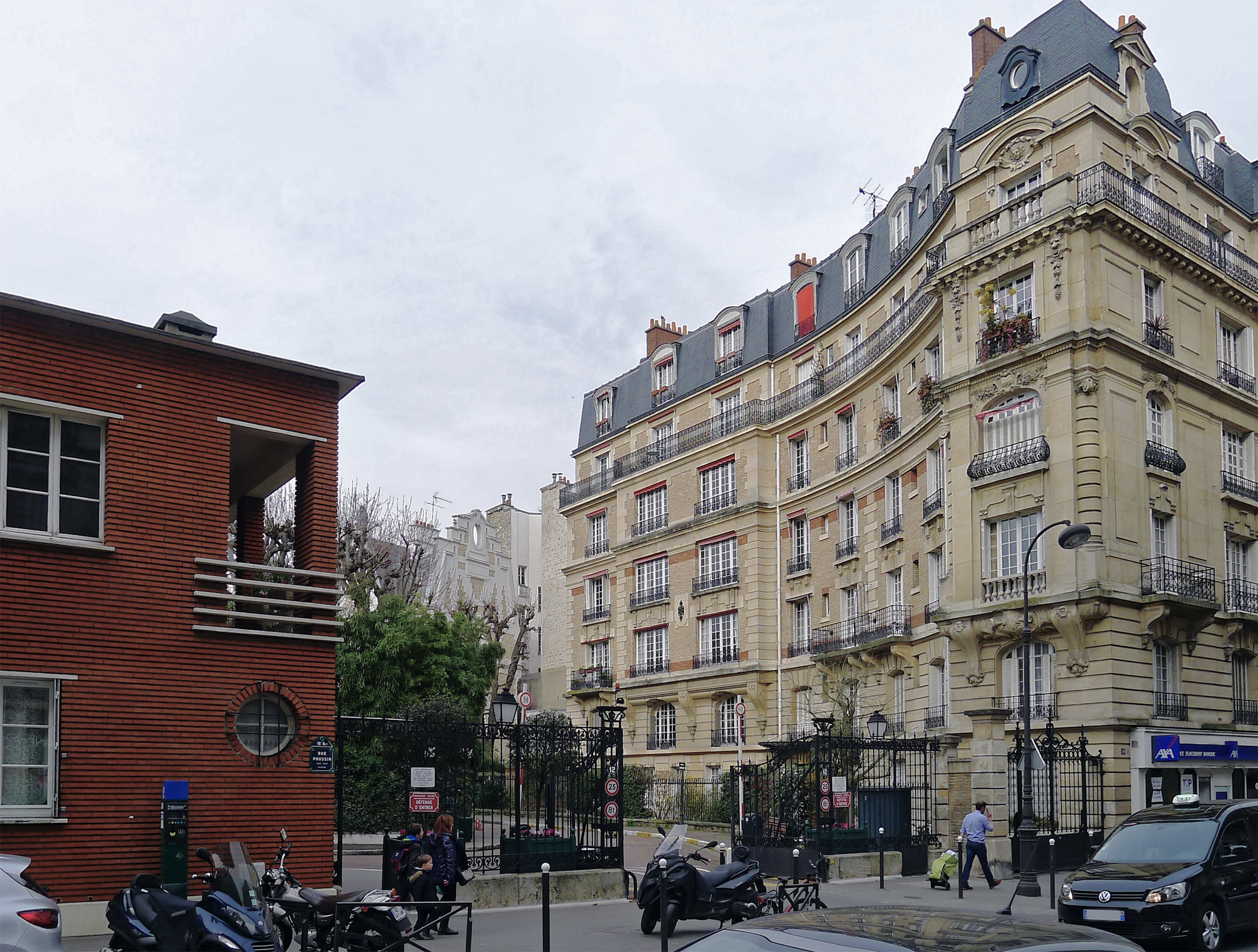
No 12 : entrée de la villa Montmorency.
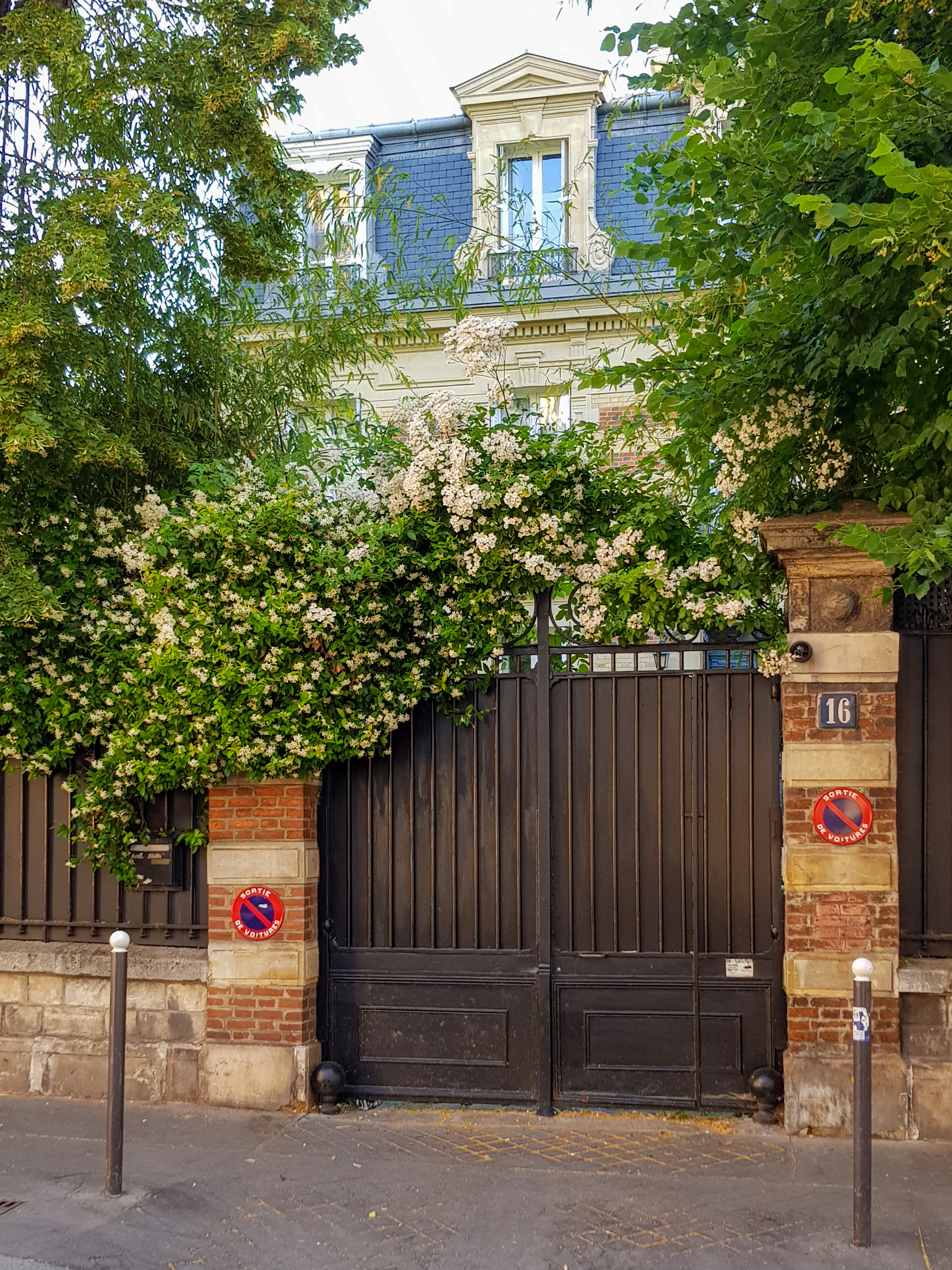
No 16.
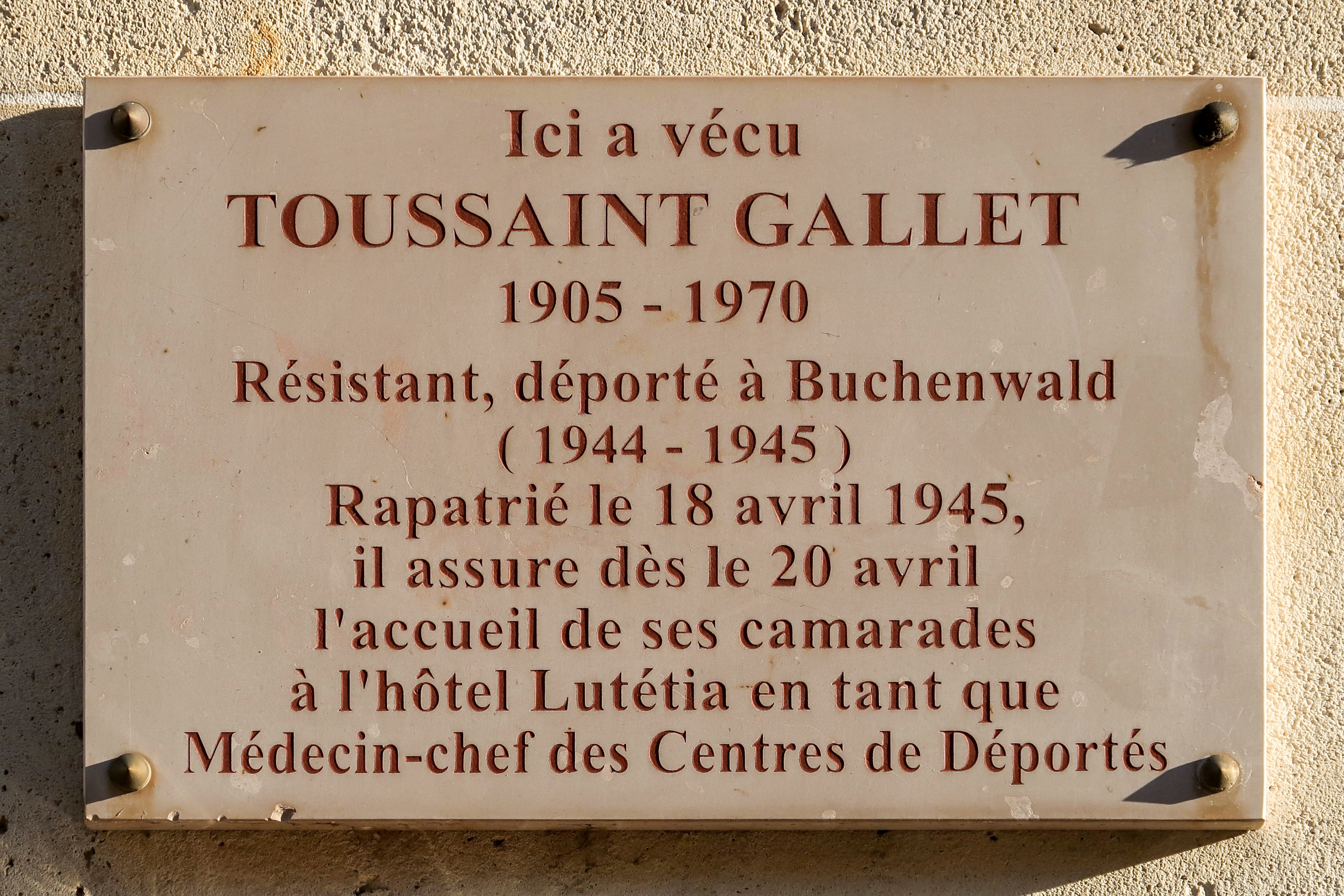
No 33 : plaque.